# Женска одбојкашка репрезентација Француске
Женска одбојкашка репрезентација Француске је репрезентација под контролом Одбојкашког савеза Француске, представља Француску у међународним одбојкашким такмичењима.

## Резултати на међународним такмичењима

### Олимпијске игре
| Година      | Коло                  | Позиција              | Од.                   | П                     | И                     | ОС                    | ИС                    |
| ----------- | --------------------- | --------------------- | --------------------- | --------------------- | --------------------- | --------------------- | --------------------- |
| 1964 - 2008 | Нису се квалификовале | Нису се квалификовале | Нису се квалификовале | Нису се квалификовале | Нису се квалификовале | Нису се квалификовале | Нису се квалификовале |
| 2024        | Групна фаза           | 11. место             | 3                     | 0                     | 3                     | 0                     | 9                     |
| Укупно      | 1 учешће              | 1 учешће              | 3                     | 0                     | 3                     | 0                     | 9                     |

### Светско првенство
| 1952.         | Групна фаза           | 7. место              | 7                     | 1                     | 6                     | 5                     | 18                    |                       |                       |
| 1956.         | Групна фаза           | 12. место             | 8                     | 5                     | 3                     | 17                    | 9                     |                       |                       |
| 1960. - 1970. | Нису се квалификовале | Нису се квалификовале | Нису се квалификовале | Нису се квалификовале | Нису се квалификовале | Нису се квалификовале | Нису се квалификовале | Нису се квалификовале | Нису се квалификовале |
| 1974.         | Групна фаза           | 20. место             | 11                    | 6                     | 5                     | 20                    | 14                    |                       |                       |
| 1978 - данас  | Нису се квалификовале | Нису се квалификовале | Нису се квалификовале | Нису се квалификовале | Нису се квалификовале | Нису се квалификовале | Нису се квалификовале | Нису се квалификовале | Нису се квалификовале |
| Укупно        | 3 учешћа              | 3 учешћа              | 26                    | 12                    | 14                    | 42                    | 41                    |                       |                       |

### Европско првенство
| Година      | Коло                | Позиција          | Од.               | П                 | И                 | ОС                | ИС                |                   |
| ----------- | ------------------- | ----------------- | ----------------- | ----------------- | ----------------- | ----------------- | ----------------- | ----------------- |
| 1949        | Групна фаза         | 5. место          | 6                 | 2                 | 4                 | 7                 | 15                |                   |
| 1950        | Нису се пласирале   | Нису се пласирале | Нису се пласирале | Нису се пласирале | Нису се пласирале | Нису се пласирале | Нису се пласирале | Нису се пласирале |
| 1951        | Финална група       | 4. место          | 5                 | 1                 | 4                 | 3                 | 12                |                   |
| 1955        | Нису се пласирале   | Нису се пласирале | Нису се пласирале | Нису се пласирале | Нису се пласирале | Нису се пласирале | Нису се пласирале | Нису се пласирале |
| 1958        | Пласман 9-12. места | 9. место          | 5                 | 3                 | 2                 | 9                 | 9                 |                   |
| 1963        | Нису се пласирале   | Нису се пласирале | Нису се пласирале | Нису се пласирале | Нису се пласирале | Нису се пласирале | Нису се пласирале | Нису се пласирале |
| 1967        | Нису се пласирале   | Нису се пласирале | Нису се пласирале | Нису се пласирале | Нису се пласирале | Нису се пласирале | Нису се пласирале | Нису се пласирале |
| 1971        | Групна фаза         | 13. место         | 7                 | 5                 | 2                 | 17                | 8                 |                   |
| 1975        | Нису се пласирале   | Нису се пласирале | Нису се пласирале | Нису се пласирале | Нису се пласирале | Нису се пласирале | Нису се пласирале | Нису се пласирале |
| 1977        | Нису се пласирале   | Нису се пласирале | Нису се пласирале | Нису се пласирале | Нису се пласирале | Нису се пласирале | Нису се пласирале | Нису се пласирале |
| 1979        | Групна фаза         | 11. место         | 7                 | 1                 | 6                 | 55                | 20                |                   |
| 1981        | Нису се пласирале   | Нису се пласирале | Нису се пласирале | Нису се пласирале | Нису се пласирале | Нису се пласирале | Нису се пласирале | Нису се пласирале |
| 1983        | Групна фаза         | 10. место         | 8                 | 2                 | 6                 | 11                | 20                |                   |
| 1985        | Групна фаза         | 8. место          | 8                 | 4                 | 4                 | 13                | 15                |                   |
| 1987        | Групна фаза         | 7. место          | 7                 | 4                 | 3                 | 12                | 13                |                   |
| 1989        | Групна фаза         | 10. место         | 7                 | 1                 | 6                 | 10                | 19                |                   |
| 1991        | Групна фаза         | 9. место          | 5                 | 1                 | 4                 | 6                 | 12                |                   |
| 1993 - 1999 | Нису се пласирале   | Нису се пласирале | Нису се пласирале | Нису се пласирале | Нису се пласирале | Нису се пласирале | Нису се пласирале | Нису се пласирале |
| 2001        | Групна фаза         | 8. место          | 7                 | 2                 | 5                 | 11                | 18                |                   |
| 2003 - 2005 | Нису се пласирале   | Нису се пласирале | Нису се пласирале | Нису се пласирале | Нису се пласирале | Нису се пласирале | Нису се пласирале | Нису се пласирале |
| 2007        | Друга групна фаза   | 8. место          | 6                 | 3                 | 3                 | 10                | 11                |                   |
| 2009        | Групна фаза         | 14. место         | 3                 | 0                 | 3                 | 2                 | 9                 |                   |
| 2011        | Осмина финала       | 10. место         | 4                 | 1                 | 3                 | 5                 | 9                 |                   |
| 2013        | Четвртфинале        | 8. место          | 5                 | 2                 | 3                 | 10                | 13                |                   |
| 2015        | Нису се пласирале   | Нису се пласирале | Нису се пласирале | Нису се пласирале | Нису се пласирале | Нису се пласирале | Нису се пласирале | Нису се пласирале |
| 2017        | Нису се пласирале   | Нису се пласирале | Нису се пласирале | Нису се пласирале | Нису се пласирале | Нису се пласирале | Нису се пласирале | Нису се пласирале |
| 2019        | Групна фаза         | 21. место         | 5                 | 1                 | 4                 | 5                 | 14                |                   |
| 2021        | Четвртфинале        | 7. место          | 6                 | 4                 | 2                 | 14                | 13                |                   |
| 2023        | Четвртфинале        | 6. место          | 7                 | 5                 | 2                 | 16                | 9                 |                   |
| Укупно      | 18/32               | 18/32             | 108               | 42                | 66                | 216               | 239               |                   |

### Светски Гран при
| Година    | Позиција              | Од.                   | П                     | И                     | ОС                    | ИС                    |
| --------- | --------------------- | --------------------- | --------------------- | --------------------- | --------------------- | --------------------- |
| 1993—2016 | Није се квалификовала | Није се квалификовала | Није се квалификовала | Није се квалификовала | Није се квалификовала | Није се квалификовала |
| 2017      | 27. место             | 8                     | 7                     | 1                     | 23                    | 8                     |
| Укупно    | 1 учешће              | 8                     | 7                     | 1                     | 23                    | 8                     |

### Светски куп
Нема учешћа

### Лига нација
Нема учешћа